# Serre-Nerpol
Serre-Nerpol är en kommun i departementet Isère i regionen Auvergne-Rhône-Alpes i sydöstra Frankrike. Kommunen ligger i kantonen Vinay som tillhör arrondissementet Grenoble. År 2022 hade Serre-Nerpol 315 invånare.

## Befolkningsutveckling
Antalet invånare i kommunen Serre-Nerpol
Referens:INSEE